# Mercedes Formica

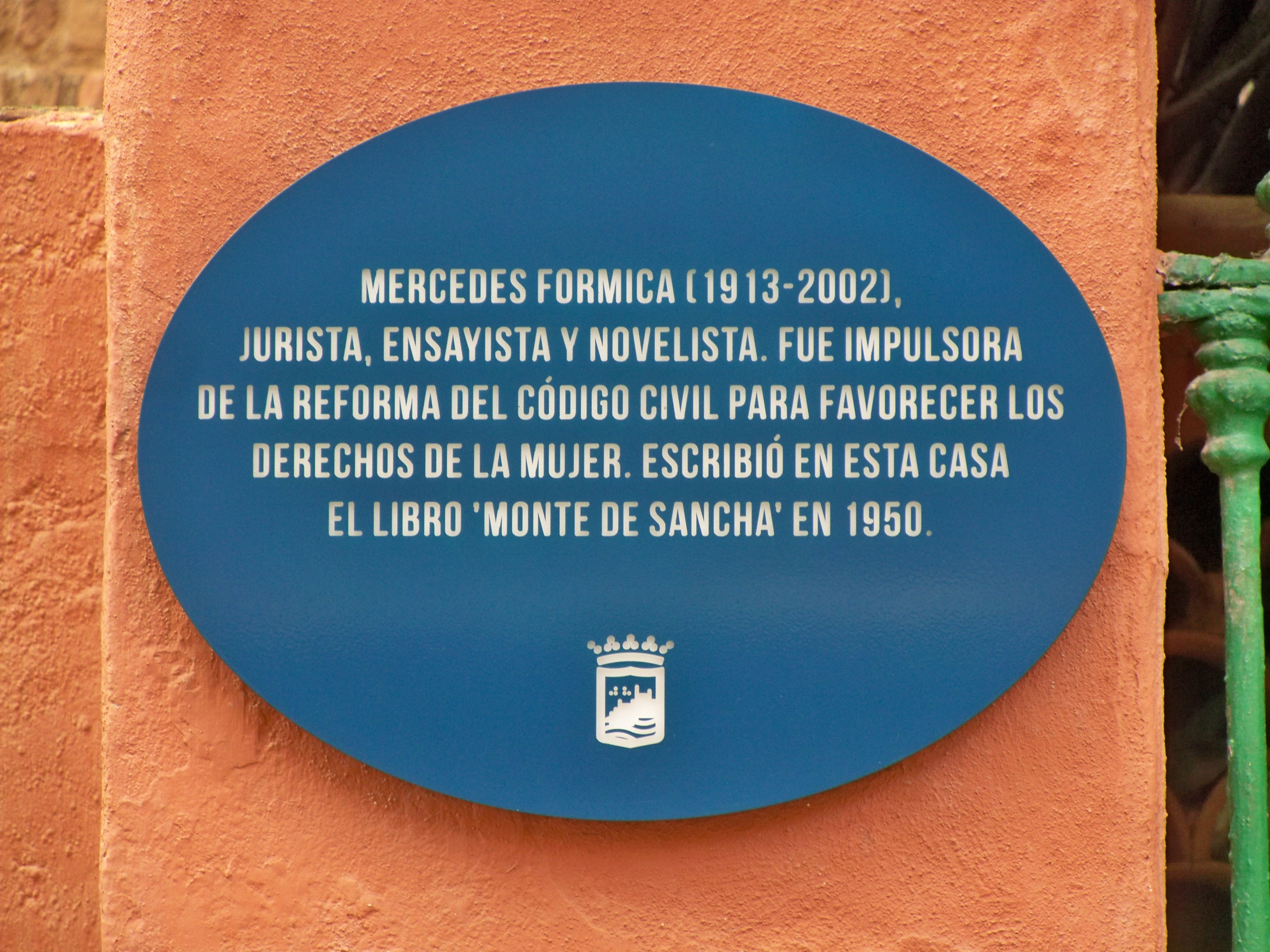
Placa commemorativa instal·lada a Màlaga.

Mercedes Formica-Corsi i Hezode (Cadis, 9 d'agost de 1913 - Màlaga, 22 d'abril de 2002) coneguda com a Mercedes Formica, va ser una jurista, novel·lista i assagista espanyola especialitzada en la lluita pels drets de la dona a Espanya.
De jove era seguidora de José Antonio Primo de Rivera i molt aviat es va afiliar a la Falange Española, però es va anar desvinculant del partit quan aquest es va anar desviant del pensament joseantoniano, del qual Corsi era gran admiradora, i el poc que progressaven les seves reivindicacions feministes. Va simultanejar el periodisme amb la literatura a partir dels anys 40, al principi com a autora de novel·les roses, signades amb el pseudònim d'Elena Puerto.
En 1944 es va fer càrrec de la direcció del setmanari Medina, editat per la Secció Femenina, i va col·laborar amb publicacions com ABC, Blanco i Negro, Gran Mundo, Teresa i La Il·lustración Femenina. El 1975 va rebre el Premi Fastenrath 1974 de la Reial Acadèmia Espanyola per la seva obra La hija de Don Juan de Austria: Ana de Jesús en el proceso al pastelero de Madrigal.

## El paper de Corsi a la Falange
La primera vegada que va tenir notícia de José Antonio Primo de Rivera va ser quan va anar a casa d'unes amigues, quan un matí d'octubre de 1933 va sentir per la ràdio el discurs de la Comèdia. Li van cridar l'atenció alguns paràgrafs del discurs i va preguntar per l'orador, l'existència del qual fins a aquest moment ignorava.
Un dia va decidir emplenar la fitxa per a afiliar-se al Sindicat Espanyol Universitari (SEU). Poc després va ser nomenada delegada del SEU de la Facultat de Dret. La seva vida es va orientar des de llavors a compaginar els seus estudis universitaris amb la participació en activitats de Falange Espanyola. En 1936 el mateix José Antonio la va nomenar delegada nacional del SEU femení i, per tant, membre de la Junta Política de Falange Espanyola.
La guerra civil la va sorprendre a Màlaga, on s'havia instal·lat uns mesos abans amb la seva família. Allí va viure de prop l'experiència del terror revolucionari —que recorda amb detall en les seves memòries i li va servir de teló de fons per a la seva novel·la Monte de Sancha, finalista del Premi Ciutat de Barcelona— fins que va aconseguir escapar i arribar a Sevilla, en la zona revoltada. Des de llavors, va col·laborar estretament amb la Secció Femenina; a Màlaga va assistir a la cap local de SF, Carmen Werner Bolín.

## Cosi després de la Falange
Finalitzada la Guerra Civil, va contreure matrimoni amb Eduardo Llosent i Marañón, pertanyent al cercle intel·lectual de la Sevilla de la dècada de 1930. El 1945 va iniciar la seva carrera d'escriptora amb la publicació d'una novel·la curta, Bodoque, i per aquestes dates va finalitzar la carrera de Dret. El requisit de “ser home”, imposat per la legislació franquista per a accedir a determinades oposicions, va truncar les seves aspiracions a ingressar en la carrera diplomàtica, per la qual cosa va decidir exercir lliurement la seva professió. Aquesta situació, unida a la indefensió legal de la seva mare després de la separació matrimonial, va conscienciar Mercedes Formica de la necessitat de reformar la situació legal referida a les dones. A principis de la dècada de 1950 va començar a alternar el periodisme amb l'exercici de l'advocacia. Va col·laborar amb l'Institut d'Estudis Polítics, va dirigir la revista Medina, va treballar a Feria, i en la revista literària La novela del sábado. En 1952 va començar la seva col·laboració en el diari ABC, i el 7 de novembre de 1953 va publicar-hi l'article titulat “El domicilio conyugal”, en el qual denunciava la discriminació per raó de sexe existent en la legislació espanyola. L'article va deslligar un estat d'opinió sobre el tema i una campanya a favor d'una revisió jurídica amb una notable projecció internacional que es va concretar en una reforma del Codi Civil, a través de la Llei de 24 d'abril de 1958, en la qual es feia un important pas cap a l'equiparació dels sexes i obria el camí a futures reformes en el franquisme.
L'any 1958 va aconseguir que es reformés el Codi Civil espanyol substituint el concepte "casa del marit" per "llar conjugal", i a partir d'aleshores una dona tenia dret -com tenia l'home- a viure a la llar conjugal després de, per exemple, una separació, i que les vídues que es tornessin a casar poguessin tenir la pàtria potestat dels fills del primer matrimoni. La reforma també va eliminar el dret dels marits a "dipositar" la seva muller a casa dels pares o en un convent, concepte que s'anomenava "dipòsit de la dona". A més, es van limitar alguns dels poders gairebé absoluts que tenia fins llavors el marit sobre els béns del matrimoni.
L'any 1962, després de separar-se del seu primer marit i aconseguir la nul·litat, va contreure matrimoni amb José María Careaga Urquijo i a partir d'aquest moment, i per desig del seu marit, la seva presència en l'àmbit jurídic va ser escassa. Fruit del seu interès per conèixer la situació social i jurídica de les dones espanyoles al llarg de la història, va començar una important labor de recerca històrica. Els seus estudis van donar com a resultat dues biografies: La filla de Don Joan d'Àustria, per la qual rebrà en 1975 el Premi Fastenrath de la Reial Acadèmia de la Història, i María de Mendoza. A la fi de la dècada de 1960 va iniciar un interessant consultori jurídic des de les pàgines del diari ABC titulat “ABC de la Dona”, contribuint a la difusió del Dret i donant suport a una reforma de la llavors vigent llei d'adopció. Després de la defunció del seu espòs en la dècada de 1980, es va submergir per complet en la redacció de les seves memòries, de les quals s'han publicat quatre volums: la novel·la autobiogràfica La infancia (1987), Visto y Vivido (1931-1937) (1982), Escucho el silencio (1984) i Espejo roto, y espejuelos (1998).
Mercedes Formica va lluitar per alguns drets que mai no va arribar a obtenir durant la dictadura franquista, per exemple va reclamar que el tractament legal de l'adulteri no fos discriminatori en funció de si havia estat comès per un home o una dona i, en general, per una plena igualtat del marit i la muller al matrimoni, cosa que no es va obtenir fins a l'any 1981.

## La figura de Mercedes Corsi en l'actualitat
L'any 1997 la Residència d'Estudiants va realitzar un homenatge a la jurista. Es tracta de l'únic acte públic en la democràcia en el qual s'ha rendit tribut a la labor silenciada de l'advocada. Els seus últims anys de vida van transcórrer a la ciutat de Màlaga lluitant amb una malaltia que li impedia continuar treballant, com era el seu desig, en els nombrosos projectes que la seva sorprenent i envejable vitalitat octogenària havia concebut.

## Obra
- Bodoque, 1945.
- A instancia de parte. Edició de María Elena Bravo. Madrid, Castalia / Instituto de la Mujer, 1991 (Biblioteca de escritoras, 22)
- Monte Sancha (1950).
- A instancia de parte. Madrid, Cid, 1954, premi Cid de la Cadena SER.
- La ciudad perdida. Barcelona, Luis de Caralt, 1951
- Collar de ámbar. Madrid, Caro Raggio, 1989
- Escucho el silencio. Barcelona, Planeta, 1984 (Biografia)
- Espejo roto, y espejuelos. Madrid, Huerga & Fierro, 1988 (Biografia)
- Falsas y verdaderas formas del feminismo: conferencia... homenaje a Beatriz Galindo. Madrid, Instituto Beatriz Galindo, 1975
- La hija de Juan de Austria. Madrid, Revista de Occidente, 1975
- La infancia. Jerez, Cátedra Adolfo de Castro/Fundación Municipal de Cultura, 1987 (Biografia)
- La infanta Catalina Micaela en la corte alegre de Turín. Madrid, Fundación Universitaria Española, 1976 (Biografia)
- María de Mendoza. Madrid, Caro Raggio, 1979
- Mi mujer eres tú. Madrid, edita Mercedes Fórmica, 1946, amb el pseudònim Elena Puerto
- Monte de Sancha. Barcelona, Luis de Caralt, 1950
- Monte de Sancha. Ed. rev. y corr. por la autora. Màlaga, El Aguacero Libros, 1999
- El secreto. Madrid, Tecnos, 1953
- Visto y vivido, 1931-1937. Barcelona, Planeta, 1982 (Biografia)
- Vuelve a mí. Madrid, Afrodisio Aguado, 1944, amb el pseudònim Elena Puerto